# مذبحة أربيندا

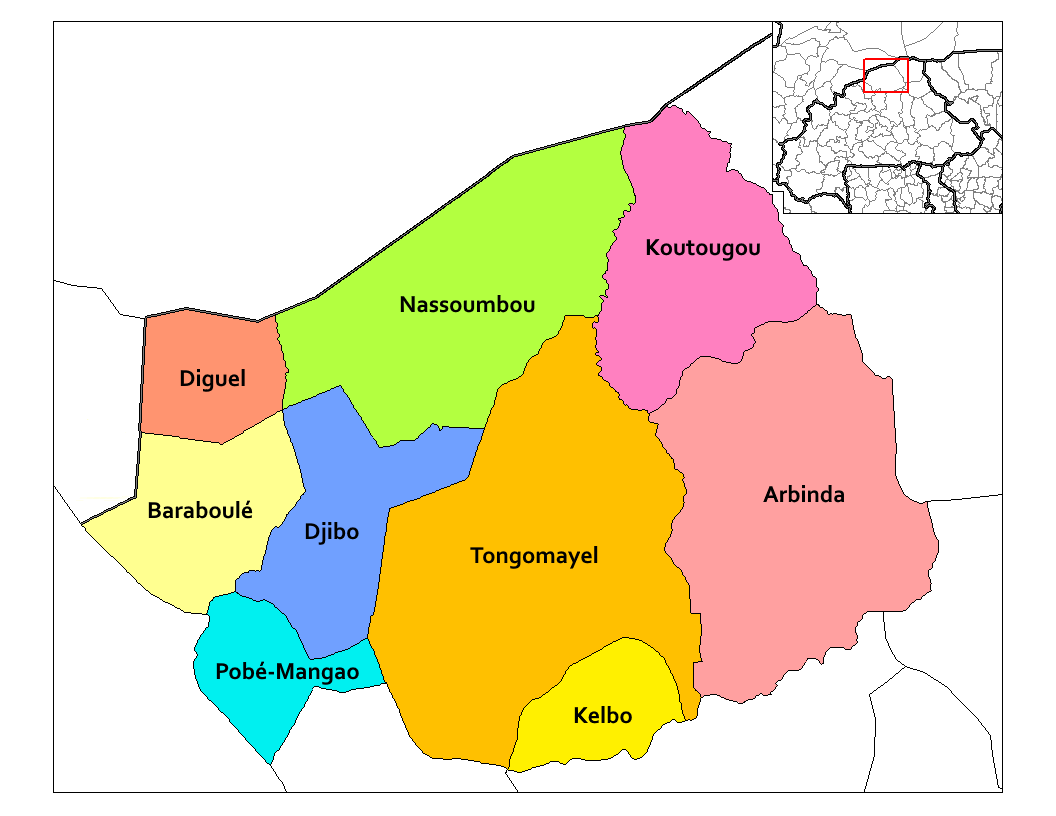
مقاطعة سوم

مذبحة أربيندا في 18 أغسطس 2021 هاجمت جماعة مسلحة مشتبه بهم في قافلة مدنية، مما أسفر عن مقتل 80 شخصًا في بوركينا فاسو.

## الهجوم
في 18 أغسطس 2021 هاجم مسلحون قافلة مدنية أثناء مرافقتها من قبل عسكريين وميليشيات متطوعة مناهضة للمسلحين. نصب المهاجمون كمينًا للقافلة مما أسفر عن مقتل 59 مدنيًا و15 عسكريًا وستة من عناصر المليشيا المتطوعين. تزعم الحكومة أن 80 مهاجمًا قتلوا أيضًا.